# Landshøvding
 For alternative betydninger, se Landshøvding (flertydig). (Se også artikler, som begynder med Landshøvding)
Landshøvding (svensk: Landshövding) er i Sverige og på Åland titlen på chefen for länsstyrelsen og formanden i dennes bestyrelse, og dermed regeringens øverste repræsentant i lenet. Landshøvdingen udpeges af regeringen. For det øvrige Finland blev titlen landshøvding brugt frem til 2009.
Landshøvding svarer nogenlunde til statsamtmand i Danmark og fylkesmand i Norge.